# Клан Макнил

Герб вождей клана Макнил

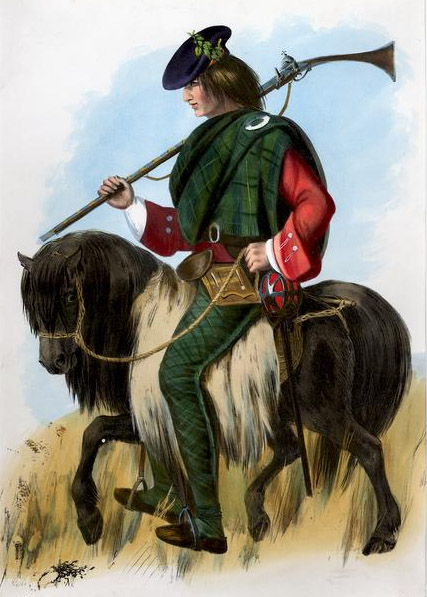
Член клана Макнил в традиционной одежде. Картина художника Маклана, 1845 год

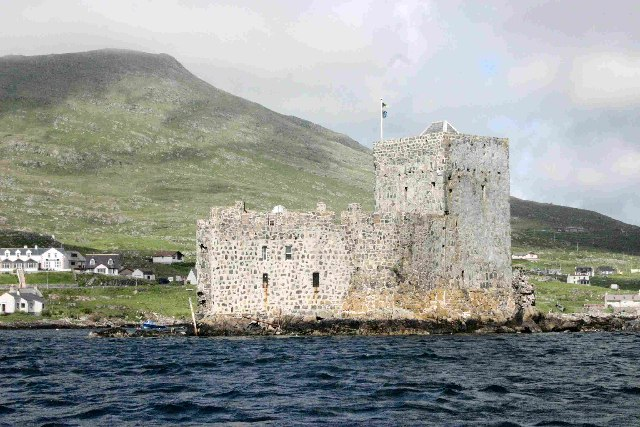
Замок Кисимул на острове Барра, резиденция вождей клана Макнил

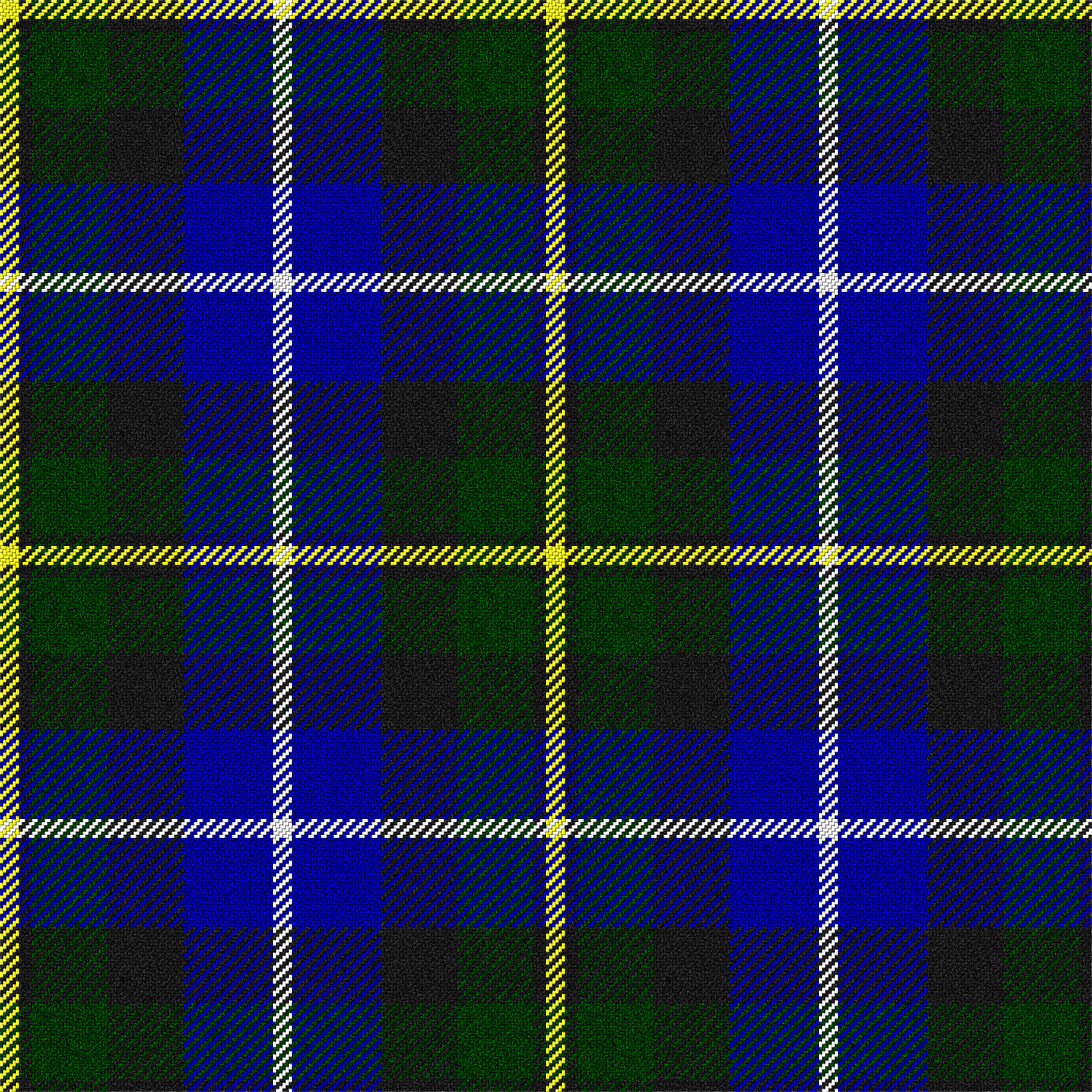
Тартан клана Макниз из Барры

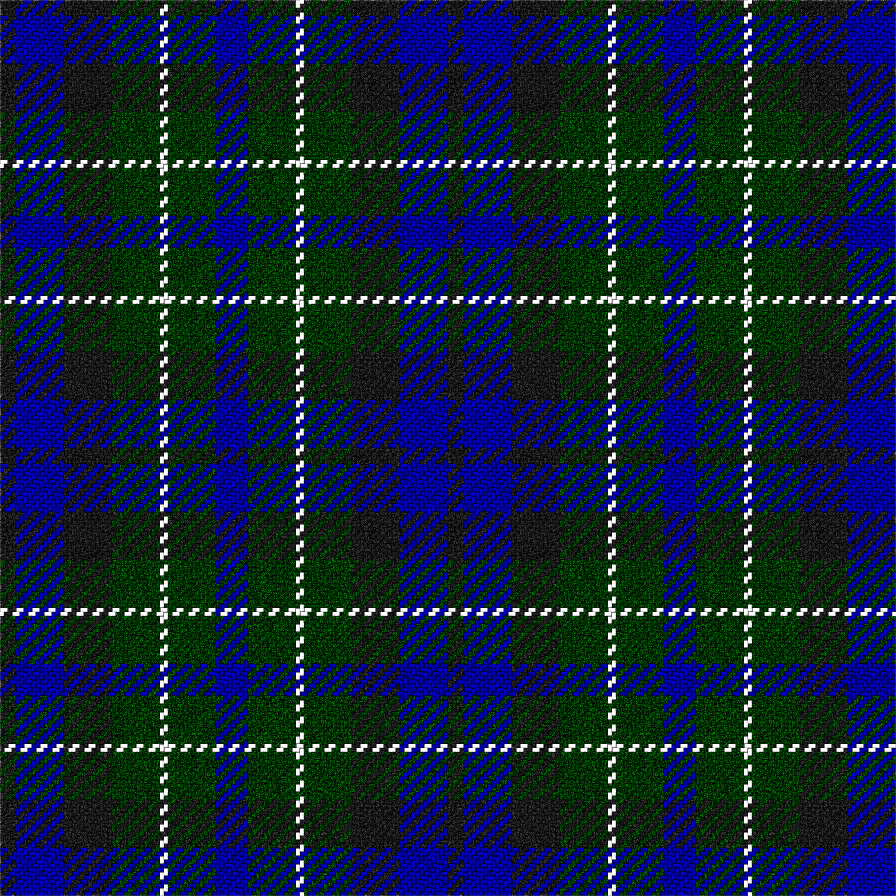
Тартан клана Макнил из Колонсея

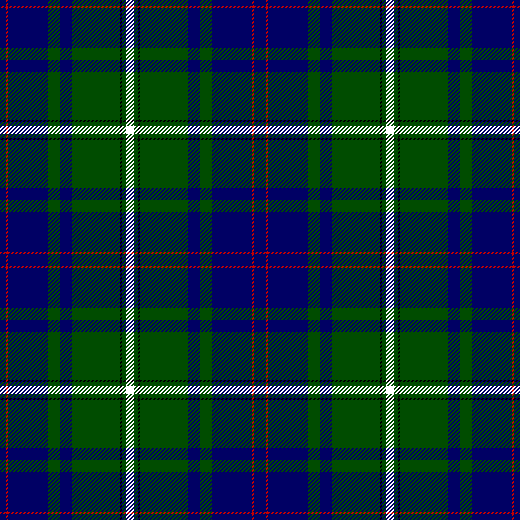
Вариант тартана клану Макнил.

Клан Макнил (гэльск. Clan MacNeil, Clan Niall) — один из кланов горной Шотландии (Хайленда), владел землями на острове Барра (Гебриды). Согласно историческим преданиям, клан происходит от верховного короля Ирландии Нила Девяти Заложников. Название Макнил происходит не от Нила Девяти Заложников, а от Нейла, который жил в XIII веке и принадлежал к клану и династии из Ковала и Кнепдейла, включающий предков кланов Ламонт, Макивен Оттер, Маклахлан, Максвин. Одна из септ клана Макнил живет в Аргайле, некоторые историки считают эту септу более древней из септ с острова Барра, есть мнение, что эти ветви клана вообще не связаны между собой. Но согласно шотландским традиционным законам нынешний вождь клана Макнил является вождем всех людей, которые называют себя Макнил.
- Символ клана: цветок дриады (Dryas octopetala L.)
- Девиз клана: Buaidh no bàs (гаэльск.) или Vincere vel mori (лат.) — «Победить или умереть» (To conquer or die)
- Вождь клана — Родерик Уилсон Макнил из Барры, 27-й барон Барры и 47-й вождь клана Макнил.

## История клана Макнил

### Происхождение
Согласно историческим пересказам клана Макнил, основателем клана является человек из ирландской королевской династии Уи Нейлл (ирл. Uí Néill) Анротан Уа Нейлл (ирл. Ánrothán Ua Néill), сын Аэда, сына Флайбертаха Уи Нейлла (ирл. Uí Néill). Он был королем Айлеха, вождем клана Кенел Эогайн (ирл. Cenél nEógain), который в 1036 году. Антротан переселился в Шотландии в XI веке. Он был потомком легендарного верховного короля Ирландии Нила Девяти Заложников. Антротан считается основателем нескольких кланов Аргайла: кланов Ламонт, Маклахлан, Макивен, а также ирландского клана Максвин. Если клан действительно происходит от Антротана, то клан был младшей ветвью древней королевской династии и родовитостью уступал кланам Максвин, Ламонт и потомкам Гилкриста. Согласно другой теории, высказанной Николасом Маклином Бристольским, клан Макнил происходит от Нейла Маклина, который был казначеем и хранителем рукописей во времена, когда король Шотландии Роберт Брюс перестроил замок Тарберт.

### XIII—XV века
В 1252 году Нил Макнил, 5-й вождь клана Макнил из Барры, упоминается как принц в Совете Лорда Островов. Его сын Нил Ог Макнил воевал за свободу Шотландии и принимал участие в битве под Бэннокбёрне в 1314 году. Однако первый достоверный исторический документ, где упоминается клан Макнил датируется 1427 годом, когда Гиллеонан Макнил получил грамоту на земли Барра и Бойсдейла.

### XVI век
Еще один Гиллеонан (шотл. Gilleonan) 12-й вождь клана Макнил, был одним из островных лордов, которые были коварно обмануты королем Шотландии Яковом V в Портри (шотл. Portree). Вожди шотландских кланов были приглашены на встречу с королем якобы для мирных переговоров, и им была гарантирована безопасность. Однако некоторые вожди были арестованы и затем брошены в тюрьму. Вождь клана Макнил из Барры был за решеткой вплоть до 1542 году, когда регент королевства, граф Морей, хотел использовать клан и остров Барра для уравновешивания растущей мощи клана Кэмбелл. Его сын был среди вождей шотландских кланов, которые поддержали лорда Островов в его союзе с королем Англии Генрихом VIII Тюдором в 1545 году. Это было отголоском давней вражды кланов островов с королями Шотландии.
В 1579 году епископ Островов Джон Кэмпбелл подал жалобу на вождя клана Макнил, обвинив его в распутстве и совращении женщин. Сын этого вождя, новый вождь клана Макнил, неоднократно был осужден как мятежник королевским советом, и о нем писали как о «потомственном преступнике», «подстрекателе». Также о нем писали как о «последнем разбойнике-викинге». В конце концов король призвал своих лояльных к нему вассалов уничтожить вождя клана Макнил. Его схватили собственные племянники и повесили на цепи.

### XVII—XIX века
Во время Гражданской войны на Британских островах клан Макнил поддержал роялистов. Вождь клана Нил Ог получил звание полковника в армии короля Чарльза (Карла) II Стюарта. Он участвовал в сражении при Вустере в 1651 году. Его внук Родерик Ду (Родерик Черный) получил королевскую грамоту на владение островом Барра как своей собственной вотчиной. Родерик привел свой клан в битву под Килликранки в 1689 году. Он поддержал первое восстание якобитов в 1715 году. После поражения восстания он и два его сына — Родерик и Джеймс — вынуждены были отправиться в изгнание во Францию. После смерти своего отца они вернулись в Шотландию, и Родерик был брошен в корабль-тюрьму «Royal Sovereign». Затем он был привезен в лондонскую тюрьму и был там до 1747 года.
В XIX веке финансовые дела клана пошли плохо, и 21-й вождь клана — генерал Родерик Макнил — вынужден был продать остров Барра в 1838 году.

### Макнил из Аргайла (из Тайниша,ГиииКолонсея)
Происхождение этой ветви клана также неясное. В конце XV века один из Макнилов был известен как хранитель замка Суин. В середине XVI века Торквил Макнил был известен как «вождь и глава клана и фамилии Макнил». Шотландский историк XIX века Уильям Форбс Скин считает Торквила последним наследственным обладателем замка. После его смерти замок перешел во владение клана Макмиллан. Во времена Торквила есть записи о отдельные кланы Макнил из Барры и Макнил из Гии. Скин считает, что Торквил не принадлежащему ни к одному, ни к другому клану, а был потомком вождей совсем другого клана Макнил. Вождем клана Макнил из Гии был в то время Нил Макнил, который был убит в 1530 году. Единственная его дочь унаследовала все земли и передала их своему незаконнорожденному брату Нилу. По словам шотландского историка Джона Баннермана, в то время как земли вождя перешли в собственность дочери, должность вождя клана получил Торквил, который был её двоюродным братом. Баннерман считает, что когда Торквил умер, то должность вождя была передана нелегитимным Макнилам. В 1553 году Нил Макнил продал остров Джеймсу Макдональду из Айлея. Нил умер. не оставив потомков, а должность вождя получил еще один Нил, получивший во владение земли Тайниш. Его потомком был Гектор Макнил из Тайниша. Он приобрел земли острова Гиа в 1590 году. С ростом силы и влияния клана Кэмпбелл растет и уменьшается влияние клана Макнил на островах. В это же время Макнил из Барры был вне влиянием и властью клана Кэмпбелл. Сила и влияние Макнил из Барры росли. Поэтому его начали рассматривать как вождя всех Макнилов. От этой ветви происходят и Макнилы из Колонсея, которые получили эти земли в 1700 году. Они принадлежали им до 1904 года, когда генерал-майор Джон Карстарс Макнил их продал. Монкрифф считает, что именно эта ветвь Макнилов имеет больше прав на должность вождя клана, чем другие ветви клана. Существует мнение, что эта линия не имеет никакого отношения к клану Макнил из Барры. Но согласно шотландским законам вождь клана Макнил Барра считается вождем всех Макнилов.

### Современный клан Макнил
В ХІХ и XX веках клан испытывал серьезные финансовые проблемы. В эту эпоху шотландцы с острова Барра массово мигрировали в Канаду, Австралию, Новую Зеландию и США. Во время вождества в клане полковника Родерика Макнила (1755—1822) остров Барра подвергся первой волны массовой эмиграции. По иронии судьбы этот вождь клана называл себя melieuratier («улучшитель»). Одну массовую миграцию возглавил Гиллеонан — старший сын вождя клана. 370 человек (75 семей) католического вероисповедания выехали в Пиктоу (Новая Шотландия, Канада). В 1838 году после разорения сын и наследник полковника Родерика — генерал-лейтенант Родерик Макнил из Барры продал остров Барра полковнику Джону Гордону из Клуни. Когда Родерик умер в 1863 году, главенство в клане унаследовал его двоюродный брат, который эмигрировал во время массовых переселений в Канаду в 1802 году. Роберт Листер Макнил родился в 1889 году американским гражданином и получил образование архитектора, он стал вождем клана Макнил в 1915 году. В 1937 году он имел возможность купить остров Барра за деньги своей жены. Он сразу же начал работы по реставрации родового замка, получив на это деньги от правительства Великобритании. До своей смерти в 1970 году он работал над реставрацией замка — резиденцией вождей клана Макнил. В 2001 году замок был передан в аренду обществу «Историческая Шотландия» сроком на тысячу лет с условием уплаты 1 фунта стерлингов в год и одной бутылки виски сорта «Талискер» (шотл. — Talisker). В октябре 2004 года вождь клана Макнил передал 3 600 гектаров земель правительству Шотландии. Нынешний вождь клана — Иэн Родерик Макнил из Барры, 47-й вождь клана Макнил и 27-й барон Барры, является постоянным членом Совета шотландских вождей. Он гражданин США, но живет в Эдинбурге (Шотландия).

## Септы клана
Септы (Septs): McCrillis, MacGougan / MacGugan, MacGrail, MacNeilage / MacNeiledge, MacNelly, Neal / Neil / Neill, Neilson / Nelson / Nilson, O’Neal / O’Neil / O’Neill.

## Вожди клана Макнил
1. Ниалл Девять Заложников (ирл. Niall Noigíallach) — верховный король Ирландии, основатель королевских династий королевств Коннахт, Тир Эогайн, Тирконнелл, основатель клана О’Нейлл (О’Нил), умер около 450 года.
2. Эоган мак Нейлл (ирл. Eógan mac Néill) — король Айлеха, принц Ольстера (Улада), основатель клана Кенел Эогайн и септ О’Нейлл, О’Дохерти, О’Бойл, Макнейл (ирл. O'Neill, O'Docherty, O'Boyle, MacNeill). Основатель королевства Тир Эогайн (Ирландия). Умер около 465 года.
3. Муйредах мак Эогайн (ирл. Muiredach mac Eógain) — король Айлеха (Ирландия), принц Ольстера, умер около 480 года.
4. Муйрхертах мак Муйредайг (ирл. Muirchertach mac Muiredaig) — верховный король Ирландии, король Айлеха, умер после 487 года.
5. Домналл мак Муйрхертайг (ирл. Domnall mac Muirchertaig) — верховный король Ирландии, король Айлеха. Помер в 561 году.
6. Аэд Уариднах (ирл. Áed Uaridnach) — верховный король Ирландии, король Айлеха, умер в 607 году.
7. Маэл Фитрих мак Аэдо (ирл. Máel Fithrich mac Áedo) — король Айлеха, принц Ольстера. Умер около 620—626 года.
8. Маэл Дуйн мак Маэл Фитрих (ирл. Máel Dúin mac Máele Fithrich) — король Айлеха, принц Ольстера, умер в 706 году.
9. Фергал мак Маэл Дуйн (ирл. Fergal mac Máele Dúin) — верховный король Ирландии, король Айлеха, умер в 718 году.
10. Ниалл Фроссах (ирл. Niall Frossach) — верховный король Ирландии, король Айлеха, умер в 773 году.
11. Аэд мак Нейлл (ирл. Áed Oirdnide mac Néill) — верховный король Ирландии, король Айлеха, умер в 818 году.
12. Ниа́лл мак А́эда (ирл. Niall Caille mac Áeda) — верховный король Ирландии, король Айлеха, король Ольстера, умер в 845 году.
13. Аэд Финдлиат (ирл. Aed Finliath) — верховный король Ирландии, король Айлеха, король Ольстера, умер в 878 году
14. Ниалл Глундуб (ирл. Niall Glúndub) — верховный король Ирландии, король Айлеха, король Ольстера. Умер в 916 году.
15. Муйрхертах мак Нейлл (ирл. Muirceartach na Cochall Croiceann (Muirchertach mac Néill) — верховный король Ирландии, король Айлеха, король Ольстера. Умер в 943 году.
16. Домналл Уа Нейлл (ирл. Domnall ua Néill) — верховный король Ирландии, король Айлеха, король Ольстера. Умер в 978 году.
17. Муйркертах на Миде (ирл. Muirceartach na Midhe) — принц Ольстера, принц Тир Эогайн, умер в 975 году.
18. Флайхбертах Уа Нейлл (ирл. Flaithbertach Ua Néill) — король Айлеха, король Ольстера, принц Тир Эогайна, умер в 1036 году.
19. Аод Атлам (ирл. Aodh Athlamh) — король Айлеха, король Ольстера, принц Тир Эогайна.
20. Аод Аонрахан (ирл. Aodh Aonrachan) — король Айлеха, принц Айлеха, принц Аргайла, переселился в Шотландию, передав владения брату Домналлу в 1033 году. Умер после 1047 года.
21. Ниалл Дун (гэльск. Niall Dun) — принц Аргайла, принц Королевства Островов. Основал замок Кисимул.
22. Аод (гэльск. Aodh) — принц Королевства Островов, умер после 1090 года.
23. Дональд (гэльск. Donald) — принц Королевства Островов.
24. Муйркертах (гэльск. Muirceartach) — принц Королевства Островов.
25. Ниалл (гэльск. Niall) — принц Королевства Островов, умер после 1263 года.
26. Ниалл Ог (гэльск.  Niall Og) — получил во владение остров Барра от короля Шотландии Роберта Брюса. Умер после 1314 года.
27. Муйркертах (гэльск. Muirceartach)
28. Родерик (гэльск. Roderick) — умер после 1409 года.
29. Гиллеонан Родерик Мухард МакНейл (гэльск. Gilleonan Roderick Muchard MacNeil) — получил грамоту от лорда Островов на владение островом Барра
30. Родерик (гэльск. Roderick)
31. Гиллеонан (гэльск. Gilleonan) — умер после 1495 года.
32. Гиллеонан (гэльск. Gilleonan).
33. Гиллеонан (гэльск. Gilleonan) — умер после 1578 года.
34. Родерик Ог (гэльск. Roderick Og), был женат на Мэри Маклауд, дочери вождя клана Маклауд.
35. Родерик Турбулент (гэльск. Roderick) — был женат на Маклин Дуарт и Мэрион из клана Макдональд. Дети от двух браков вели борьбу за титул вождя клана Маклин. Умер после 1601 года.
36. Ниалл Ог (гэльск. Niall Og) — женат на Маргарет Маклин, умер после 1651 года.
37. Гиллеонан (гэльск. Gilleonan) — был женат на Кэтрин Макдональд.
38. Родерик Ду (гэльск. Roderick Dhu) — барон Барра. Женат на Изабель Маклауд, умер в 1715 году.
39. Родерик (гэльск. Roderick) — барон Барра. Женат на Элис Маклауд, умер в 1763 году.
40. Родерик Джентльмен (гэльск. Roderick) — барон Барра. Был женат на Джин Камерон. Умер в 1822 году.
41 Родерик Генерал (гэльск. Roderick) — барон Барра. Потерял титул и земельные владения в 1838 году. Не имел наследников. После его смерти титул вождя клана перешел к другой линии рода Макнил.
42. Дональд Макгоуган Макнил (гэльск. Donald McGougan MacNeil) — барон Барра. Умер в 1880 году.
43. Иэн Макнил (гэльск. Iain Macneil) — барон Барра. Умер в 1893 году.
44. Родерик Эмброуз Макнил (гэльск. Roderick Ambrose Macneil) — барон Барра. Завещал титул вождя своему второму сыну Роберту Листеру.
45. Роберт Листер Макнил (гэльск. Robert Lister Macneil) — барон Барра. Жил в США, вернулся в Шотландию в 1937 году, начав реставрацию замок Кисимул.
46. Иэн Родерик Макнил (гэльск. Ian Roderick Macneil) — барон Барра. Жил В США. Профессор Гарвардского университета. Передал замок Кисимул в аренду товариществу «Историческая Шотландия» сроком на 1000 лет. Скончался в 2010 году.
47. Родерик Рори Уилсон Макнил (скотс Roderick "Rory" Wilson Macneil) — барон Барра. Женат на Су Мин Куан из Гонконга.
Преемник титула вождя — Руари Иэн Макнил (гэльск. Ruari Iain Macneil).